# Dasychira eddela
Dasychira eddela är en fjärilsart som beskrevs av Swinhoe 1903. Dasychira eddela ingår i släktet Dasychira och familjen tofsspinnare. Inga underarter finns listade i Catalogue of Life.